# Проходовский сельский совет (Харьковская область)
Проходо́вский се́льский сове́т — входит в состав Дергачёвского района Харьковской области Украины.
Административный центр сельского совета находится в селе Малые Проходы.

## История
- 1920-е(?) — дата образования сельского Совета депутатов трудящихся в составе … волости Харьковского уезда Харьковской губернии Украинской Советской Социалистической Республики.
- До 1930 года — в составе Харьковского округа, с 1932 — Харьковской области УССР.
- Входил в Деркачёвский район Харьковской области. В период, когда Деркачёвский район был упразднён, сельсовет входил в Харьковский район.
- 1938 — дата образования поссовета, по версии сайта Верховной Рады.
- После 17 июля 2020 года в рамках административно-территориальной реформы по новому делению Харьковской области[4][5] данный сельсовет и весь Дергачёвский район Харьковской области был ликвидирован; входящие в него населённые пункты и его территории были присоединены к Харьковскому району области.

## Населённые пункты совета
- село Ма́лые Проходы́
- село Алисовка
- село Больши́е Проходы́
- село Высо́кая Яру́га
- Липецкое Лесничество (в 1966), Ли́пецкое (в 1976); позднее присоединено к Большим Проходам.
- Холодный Яр (б. Холо́дная Яру́га) (в 1966, 1976) - исчезнувшее до 1992 в результате депопуляции село.